# Stade Raymond-Kopa
Das Stade Raymond-Kopa ist ein Fußballstadion in der französischen Stadt Angers, Hauptstadt des Départements Maine-et-Loire in der Region Pays de la Loire. Es wird vom Fußballclub SCO Angers als Spielstätte genutzt. Es bietet 17.100 Plätze.

## Geschichte
Das Stadion wurde 1912 unter dem Namen Stade Bessonneau eröffnet, benannt nach dem französischen Industriellen Julien Bessonneau. 1925 wurde es renoviert und erhielt den Namen des Leichtathleten Jean Bouin. Die nächste Renovierung fand 1957 statt. Man entfernte die Leichtathletikanlage um das Spielfeld, und die erste Tribüne Saint Leonard wurde errichtet. Nun hatte es Platz für mehr als 21.000 Zuschauer. 
Nach dem Aufstieg des SCO Angers in die erste Liga wurde das Stadion 1993 komplett renoviert und die Tribüne Colombier gebaut. Auf Grund von Sicherheitsbestimmungen wurde die Kapazität Ende der 1990er Jahre auf 17.000 Plätze gesenkt. Heute fasst das Stadion nach einem Umbau der Tribüne Coubertin im Jahre 2010 18.000 Zuschauer. Der Zuschauerrekord stammt vom 26. April 1969, als Olympique Marseille beim SCO Angers zu Gast war vor 22.989 Zuschauern.
Plänen zufolge wollte man ein neues Stade Jean-Bouin bauen. Mit einer Größe von 20.000 bis 25.000 Zuschauerplätzen sollte es 2015 fertiggestellt werden. Diese Pläne wurden aber vorerst aufgegeben. Dafür hat die Stadtverwaltung Mitte März 2017, wenige Tage nach dem Tod Raymond Kopas, der seine Profikarriere beim SCOA begann und später einen ständigen Wohnsitz in der Stadt hatte, die Namensänderung zu Stade Raymond-Kopa vorgeschlagen. Am 27. März 2017 wurde die Umbenennung der Spielstätte nach der Zustimmung des Gemeinderates Maine-et-Loire offiziell vollzogen.

## Galerie

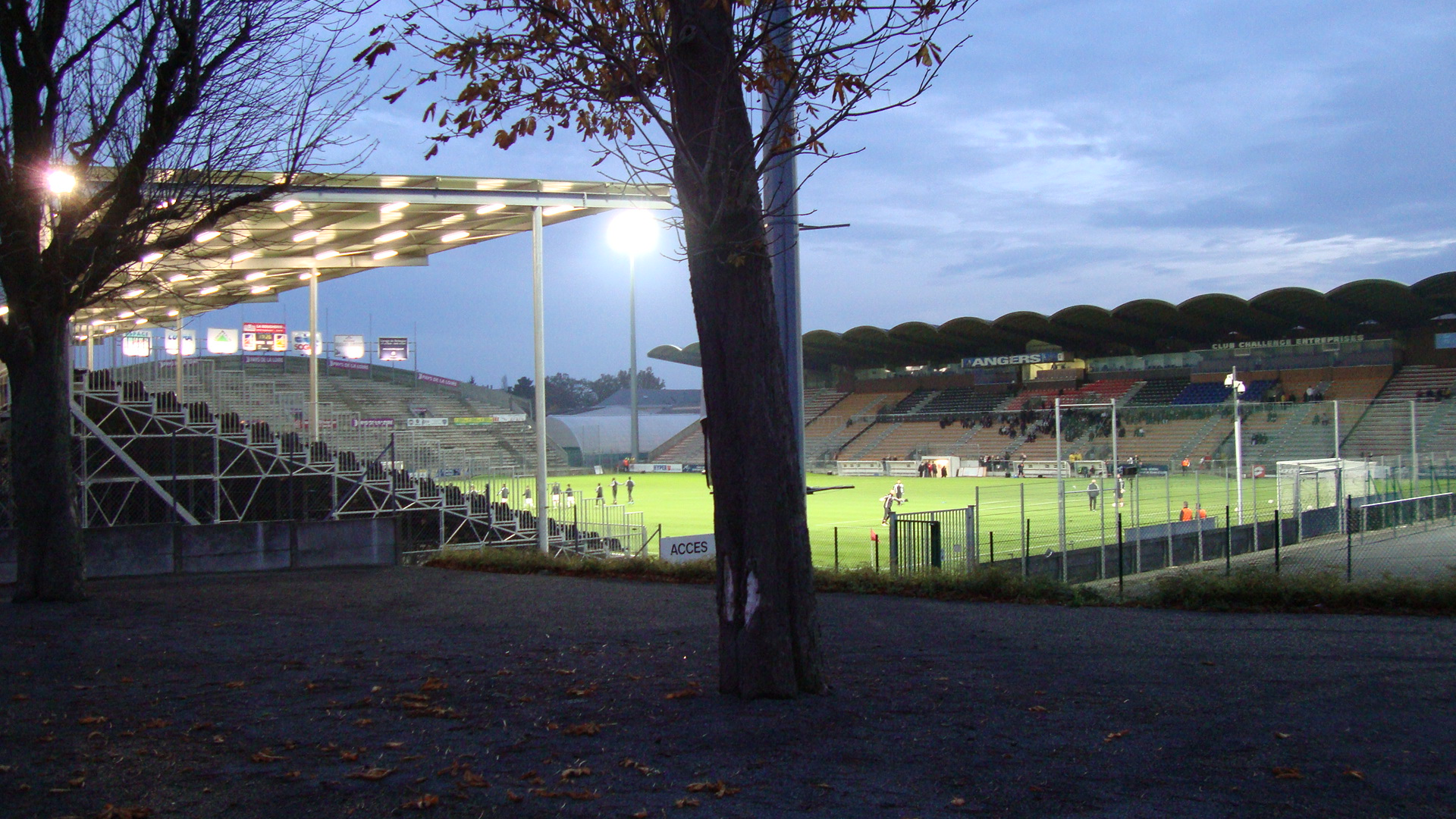
Blick in das Stadion (2009)
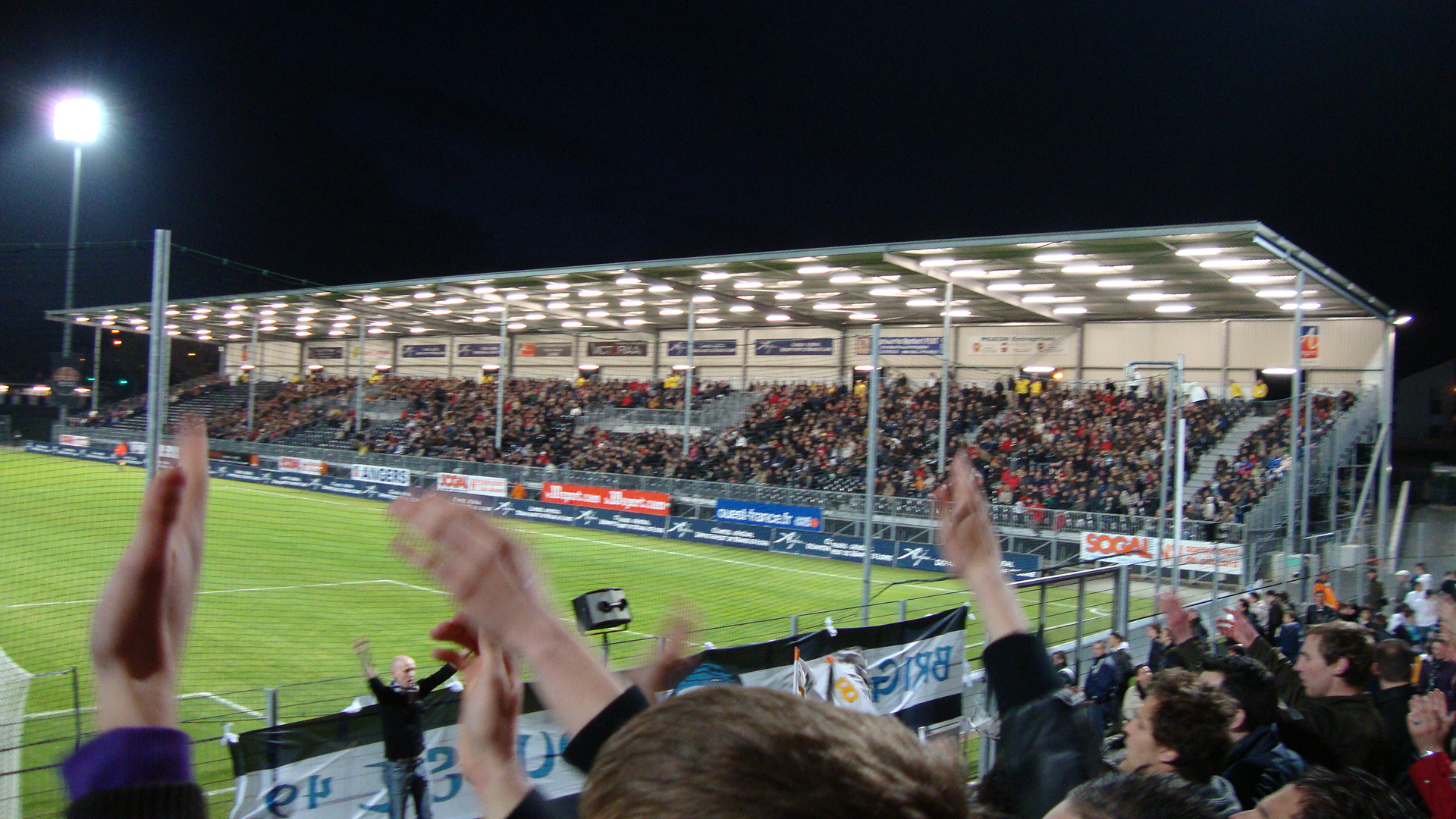
Tribüne Saint Leonard 2 im Stade Jean-Bouin (2009)